# Emerson Batalla
Emerson Geovanny Batalla Martínez (Tumaco, nascido em 30 de junho de 2001) é um futebolista colombiano que joga como ponta direita no Juventude, por empréstimo do Talleres de Córdoba.

## Carreira
Nascido em Tumaco, Batalla iniciou sua carreira no América de Cali, estreando no time principal em 7 de março de 2020, em um empate por 1–1 fora de casa contra o Once Caldas. Começou a atuar regularmente no ano seguinte e marcou seu primeiro gol em 11 de setembro de 2021, anotando o gol da vitória em uma vitória por 1–0 sobre o Deportivo Cali.
Em 13 de fevereiro de 2022, Batalla foi anunciado como reforço do Talleres de Córdoba, da Primera División Argentina. No entanto, em 15 de junho, após não conseguir se firmar no clube, foi emprestado ao Patronato, da mesma liga, por um ano.
Em 29 de dezembro de 2022, Batalla retornou à Colômbia após assinar um contrato de empréstimo de um ano com o Independiente Medellín. Em 13 de julho de 2023, no entanto, ele foi emprestado ao Independiente Santa Fe.
Em dezembro de 2023, Batalla acertou um contrato de empréstimo de um ano com o Alianza FC, também da primeira divisão colombiana. Em 13 de janeiro de 2025, ainda pertencente ao Talleres, foi anunciado como reforço do Juventude no Campeonato Brasileiro Série A.

## Títulos
América de Cali
Campeonato Colombiano (Apertura) – 2020
Patronato
Copa Argentina – 2022